# بييت دي فيسر
بييت دي فيسر (بالهولندية: Piet de Visser)‏ (و. 1934  م) هو لاعب كرة قدم، ومدرب كرة قدم، من مملكة هولندا.

## روابط خارجية
- بييت دي فيسر على موقع قاعدة بيانات كرة القدم.إي يو (الإنجليزية)
- بييت دي فيسر على موقع عالم كرة القدم.نت (الإنجليزية)